# Назвала я её Фериха
Назвала я её Фериха (тур. Adını Feriha Koydum) — турецкий телесериал, шедший с 14 января 2011 года по 29 июня 2012 года на канале Show TV.

## Сюжет
Фериха Йылмаз, дочь слуги в богатом доме, после блестящего окончания школы поступила в престижный Стамбульский университет, в отличие от её подруги Джансу (дочери хозяина дома, в котором работает её отец), которая не смогла успешно сдать экзамены. Так как сокурсники Ферихи принадлежат к богатым семействам, девушка скрывает своё происхождение. Она начинает встречаться с Эмиром Саррафоглу — самым популярным парнем университета. В него также влюблена Джансу, это вносит разлад в отношения подруг. Джансу раскрывает Эмиру тайну Ферихи о её семье и финансовом состоянии.

## В ролях
| Актёр                   | Роль             | Примечание                                                                                                   |
| ----------------------- | ---------------- | --- |
| Вахиде Гёрдюм           | Зехра Йылмаз     | Мать Ферихи В молодости она была влюблена в другого, но её отец выдал её замуж за Рызу.                      |
| Xазал Кая               | Фериха Йылмаз    | Дочь слуги, поступившая в лучший университет Стамбула, влюблена в Эмира, скрывает своё финансовое состояние. |
| Метин Чекмез            | Рыза Йылмаз      | Отец Ферихи, слуга в богатом доме.                                                                           |
| Чагатай Улусой          | Эмир Саррафоглу  | Сын владельца ночных клубов. В него влюблены все девушки в университете, но он любит Фериху.                 |
| Дениз Угур              | Санем Илханлы    | Мачеха Джансу. Пытается избавиться от Джансу.                                                                |
| Седеф Шахин             | Джансу Илханлы   | Подруга Ферихи, дочь богатого семейства.                                                                     |
| Джейда Атеш             | Ханде Гезгин     | Подруга Эмира и Корая.                                                                                       |
| Юсуф Акгюн              | Корай Онат       | Лучший друг Эмира. Влюблен в Ханде. Позже женился на Гюльсюм.                                                |
| Пелин Эрмиш             | Гюльсюм Онат     | Кузина Ферихи, жена Корая.                                                                                   |
| Мелих Селчук            | Мехмет Йылмаз    | Брат-близнец Ферихи, женат на Сехер.                                                                         |
| Нешем Акхан             | Сехер Йылмаз     | Жена Мехмета.Имеет вздорный характер.                                                                        |
| Фейза Дживелек          | Лара Атабейли    | подруга Джансу                                                                                               |
| Эрай Ёзбал / Мурат Онук | Юнал Саррафоглу  | Отец Эмира, в разводе с его матерью                                                                          |
| Джихан Окан             | Орхан            | Банковский работник.                                                                                         |
| Гюльшах Фырынджиоглу    | Гюндже           | Подруга Ферихи.                                                                                              |
| Аху Сунгур              | Айсун Саррафоглу | Мать Эмира и Джана.                                                                                          |
| Айшегюль Уйгунер        | Хатидже          | Тетя Ферихи, мать Гюльсюм.                                                                                   |
| Туба Мелис Тюрк         | Руя Челик        | Бывшая девушка Эмира, приписывала ему отцовство её ребенка.                                                  |
| Гизем Караджа           | Гюнеш Санджактар | сестра Явуза,её Эмир влюбил в себя ради мести.                                                               |

## Закрытие сериала
Изначально сериал должен был состоять из 2х сезонов. Но в связи с высокими рейтингами решили не заканчивать. Ранее Хазал Кая уже подписала контракт на следующий свой фильм (Son Yaz: Balkanlar 1912), первая серия которого вышла уже через 2 месяца. Поэтому сюжет следующих сезонов сериала "Назвала я ее Фериха" без персонажа Ферихи был перенесен в отдельный сериал «Дорога Эмира» (тур. Emir'in Yolu).

## Сюжет «Дороги Эмира»
Фериха мертва, а Эмир в отчаянии. Он встречает Джансель, которая влюбляется в него. Эмир же, придя наконец в себя, влюбляет в себя Гюнеш — сестру своего врага, чтоб отомстить ему.

## Сезоны
| Сезон   | Серий | Начала сезона | Конец сезона | Канал   | год       |
| 1 сезон | 1-24  | 6 января      | 24 июня      | Show TV | 2011      |
| 2 сезон | 25-67 | 9 сентября    | 29 июня      | Show TV | 2011-2012 |

## Трансляции в других странах
| Страна                   | Местное название    | Канал             | Дата премьеры  |
| ------------------------ | ------------------- | ----------------- | -------------- |
| Лига арабских государств | أسميتها فريحة       | Abu Dhabi Al Oula | 3 ноября 2012  |
| Болгария                 | Огледален свят      | Voyo.bg           | 2 июля 2012    |
| Казахстан                | Фериха              | Astana TV         | 4 февраля 2015 |
| Пакистан                 | فریحہ               | Urdu 1            | 27 апреля 2013 |
| Сербия                   | Zvala se Feriha     | Prva              | 31 мая 2015    |
| Украина                  | Сила кохання Феріхи | 1+1               | 26 января 2015 |
| Чехия                    | Vyměněné životy     | TV Barrandov      | 4 ноября 2016  |